# Kompriband
Ein Kompriband (Komprimierband, auch Anschlagband, Expander Dichtband oder Fugenband) ist ein vorkomprimiertes, imprägniertes Schaumstoffdichtungsband auf Polyurethanbasis, das nach dem Einbringen in eine Fuge langsam expandiert und sich luftdicht an die Fugenränder anlegt.
Vorkomprimierte Dichtbänder gibt es in unterschiedlichen Ausführungen zur Verwendung als dampfbremsendes Innenband oder als wasserabweisendes, aber diffusionsoffenes Außenband. In der Konstruktion wird auch OC-Band als Gattungsname verwendet (Hersteller Odenwald Chemie).
Im Bauwesen wird Kompriband meist zur Abdichtung von Dehnfugen, etwa an Fertigbauteilen aus Beton oder Faserzement, Fenster- und Türanschlüssen und Trennwänden eingesetzt.
Im Unterschied zum dampfdichten Quellband, das durch Aufnahme von Wasser sein Volumen vergrößert, stellt sich ein Kompriband rein mechanisch zurück, indem sich die vorhandenen flachliegenden Porenräume wieder auf die ursprüngliche runde Form ausdehnen.

## Funktion
Ein offenzelliger Polyurethan-Schaumstoff wird mit einem wasserabweisenden Kunstharzpolymer durchimprägniert, zusammengedrückt (vorkomprimiert) und aufgerollt. Dichtbandrollen sind in verschiedenen Abmessungen je nach Anwendung und Fugengröße erhältlich. Zur Verarbeitung wird das vorkomprimierte Dichtband abgerollt und anschließend in eine bereits vorhandene Fuge eingelegt oder auf ein Bauteil aufgeklebt, welches dann mit seinem Gegenpart zusammengebracht wird. Dazwischen sollte nicht allzu viel Zeit vergehen, da sich das komprimierte Band langsam wieder auf sein ursprüngliches, unkomprimiertes Maß ausdehnt.
Kompribänder dienen u. a. zur Herstellung der Schlagregendichtheit an Fassaden. Kompribänder gibt es in verschiedenen Beanspruchungsgruppen. Diese Beanspruchungsgruppen werden in der DIN 18542 definiert, diese Norm behandelt aber außerdem:
- Witterungsbeständigkeit
- Temperaturwechselbeständigkeit
- Luftdurchlässigkeit (a-Wert)
- Beständigkeit gegen Licht- und Feuchteeinwirkung
- Verträglichkeit mit anderen Baustoffen
- Brandverhalten
- Wasserdampfdiffusionswiderstand
- Schlagregendichtheit bei Fugenkreuzen

Laut Richtlinie MO-01/1 vom Januar 2007 für die Gebrauchstauglichkeit von Abdichtungsmaterialien beim Baukörperanschluss von Fenstern hat ein Kompriband, das zur äußeren Fensterabdichtung eingesetzt werden soll, der höchsten Beanspruchungsgruppe BG1 zu genügen.

## Eigenschaften
- Klebt durch Anpressen adhäsiv und nicht durch chemische Bindung (reaktiv)
- Einfach einbringbar durch schwache und verzögert wirkende Rückstellkraft
- Temperaturbeständigkeit von ca. −30 °C bis +90 °C
- Imprägnierung auf Dispersionsbasis
- Hohe Alterungs- und Witterungsbeständigkeit
- Hervorragende Verträglichkeit mit anderen Werkstoffen
- Brandverhalten: Baustoffklasse oft B1, DIN 4102

## Anwendungsgebiete
- Abdichtung gegen Schlagregen, Lärm, Zugluft und Staub im Innen- und Außenbereich
- Fassadenbau
- Einbau von Fenster und Türrahmen im Mauerwerk, auch zwischen verschiedenen Werkstoffen
- Glasbau
- Bodenfugen
- Bewegungsfugen auf Flachdächern
- Holzbau inklusive Innenverkleidungen
- Hochbau zwischen Aluminiumprofilen
- Containerbau
- Automobilindustrie